# Манакін-вертун білочеревий
Манакін-вертун білочеревий (Neopelma pallescens) — вид горобцеподібних птахів родини манакінових (Pipridae).

## Поширення
Він поширений у східній, центральній та південно-східній Бразилії та крайній північно-східної Болівії. Трапляється
зрідка і локально в середніх і нижніх ярусах листяних і галерейних лісів до висоти 900  метрів над рівнем моря. 

## Опис
Дрібний птах, близько 13 см завдовжки. Оперення верхніх частин оливково-зелене, а нижні частини білуваті з деякими оливковими смугами на горлі та грудях (єдиний представник роду, що має біле черево, а не жовте). На тімені — поздовжня жовта смуга еректильного пір'я. Дзьоб короткий і з чорнуватим кінчиком, а райдужка очей жовтувата.